# مايك سيمبسون
مايك سيمبسون (بالإنجليزية: Mike Simpson)‏ هو سياسي أمريكي، ولد في 11 ديسمبر 1962 في الولايات المتحدة، وتوفي في 18 ديسمبر 2009 بكليفلاند في الولايات المتحدة بسبب نوبة قلبية. حزبياً، نشط في الحزب الديمقراطي. انتخب عضو مجلس نواب ميشيغان ‏.